# Diano Marina
Diano Marina là một đô thị ở tỉnh Imperia trong vùng Liguria, tọa lạc khoảng 90 km về phía tây nam của Genoa và khoảng 5 km về phía đông bắc của Imperia. Tại thời điểm ngày 31 tháng 12 năm 2004, đô thị này có dân số 6.199 người và diện tích là 6, km².
Đô thị Diano Marina có các frazioni (các đơn vị cấp dưới, chủ yếu là các làng) Diano Calderina, Diano Serreta, Diano Gorleri, Diano Arentino, Diano san Pietro and borgata Muratori.
Diano Marina giáp các đô thị sau: Diano Castello, Imperia, và San Bartolomeo al Mare.